# Batalla del Lago Vadimón (283 a. C.)
La batalla de Lago Vadimo tuvo lugar en el año 283 a. C., entre la República romana y las fuerzas combinadas de etruscos y la tribu gala de los boyos.  El ejército romano estuvo dirigido por el cónsul Publio Cornelio Dolabella.  El resultado de la batalla fue una victoria romana.
Si seguimos los trabajos de Apiano y Dion Casio,  tenemos que suponer que la campaña de Dolabella contra los boyos ocurrió después de derrotar a Britomaro, jefe de los senones, quien había derrotado a Metelo Denter el año anterior.
Hay alguna confusión en cuanto al resultado de la victoria gala en Arretium.  Según Apiano Archivado el 31 de marzo de 2009 en Wayback Machine., fue en el año siguiente cuando el cónsul Publio Cornelio Dolabela venció a Britomaro, en represalia por esta batalla.